# Claudiu Niculescu
Claudiu Iulian Niculescu (Slatina, 23 giugno 1976) è un allenatore di calcio ed ex calciatore romeno, di ruolo attaccante.

## Statistiche

### Cronologia presenze e reti in nazionale
| Cronologia completa delle presenze e delle reti in nazionale ― Romania | Cronologia completa delle presenze e delle reti in nazionale ― Romania | Cronologia completa delle presenze e delle reti in nazionale ― Romania | Cronologia completa delle presenze e delle reti in nazionale ― Romania | Cronologia completa delle presenze e delle reti in nazionale ― Romania | Cronologia completa delle presenze e delle reti in nazionale ― Romania | Cronologia completa delle presenze e delle reti in nazionale ― Romania | Cronologia completa delle presenze e delle reti in nazionale ― Romania |
| Data                                                                   | Città                                                                  | In casa                                                                | Risultato                                                              | Ospiti                                                                 | Competizione                                                           | Reti                                                                   | Note                                                                   |
| ---------------------------------------------------------------------- | ---------------------------------------------------------------------- | ---------------------------------------------------------------------- | ---------------------------------------------------------------------- | ---------------------------------------------------------------------- | ---------------------------------------------------------------------- | ---------------------------------------------------------------------- | ---------------------------------------------------------------------- |
| 15-11-2000                                                             | Bucarest                                                               | Romania                                                                | 2 – 1                                                                  | Jugoslavia                                                             | Amichevole                                                             | -                                                                      | 81’                                                                    |
| 27-3-2002                                                              | Costanza                                                               | Romania                                                                | 4 – 1                                                                  | Ucraina                                                                | Amichevole                                                             | -                                                                      | 66’                                                                    |
| 17-4-2002                                                              | Bydgoszcz                                                              | Polonia                                                                | 1 – 2                                                                  | Romania                                                                | Amichevole                                                             | -                                                                      | 86’                                                                    |
| 24-5-2005                                                              | Bacău                                                                  | Romania                                                                | 2 – 0                                                                  | Moldavia                                                               | Amichevole                                                             | 1                                                                      | 52’                                                                    |
| 4-6-2005                                                               | Rotterdam                                                              | Paesi Bassi                                                            | 2 – 0                                                                  | Romania                                                                | Qual. Mondiali 2006                                                    | -                                                                      |                                                                        |
| 17-8-2005                                                              | Costanza                                                               | Romania                                                                | 2 – 0                                                                  | Andorra                                                                | Qual. Mondiali 2006                                                    | -                                                                      |                                                                        |
| 7-10-2006                                                              | Bucarest                                                               | Romania                                                                | 3 – 1                                                                  | Bielorussia                                                            | Qual. Euro 2008                                                        | -                                                                      | 92’                                                                    |
| 15-11-2006                                                             | Cadice                                                                 | Spagna                                                                 | 0 – 1                                                                  | Romania                                                                | Amichevole                                                             | -                                                                      | 46’                                                                    |
| 22-8-2007                                                              | Bucarest                                                               | Romania                                                                | 2 – 0                                                                  | Turchia                                                                | Amichevole                                                             | -                                                                      | 82’                                                                    |
| Totale                                                                 |                                                                        | Presenze                                                               | 9                                                                      |                                                                        | Reti                                                                   | 1                                                                      |                                                                        |

## Palmarès

### Giocatore

#### Club
- Campionato rumeno: 3

Dinamo Bucarest: 2001-2002, 2003-2004, 2006-2007
- Coppa di Romania: 2

Dinamo Bucarest: 2003-2004, 2004-2005
- Supercoppa di Romania: 1

Dinamo Bucarest: 2005

#### Individuale
- Capocannoniere del campionato rumeno: 2

2004-2005 (21 gol), 2006-2007 (18 gol)

### Allenatore
- Coppa di Romania: 1

Voluntari: 2016-2017
- Supercoppa di Romania: 1

Voluntari: 2017